# Средноазиатска овчарка
Средноазиатската овчарка или алабай е древна порода куче, с произход от Централна Азия – Киргизия, Туркменистан, Казахстан, Узбекистан, Таджикистан. Използва се за охрана, а също така и в кучешки боеве.

## История на породата
Породата се е формирала чрез селекция в течение четири хиляди години на огромната територия, простираща се от Каспийско море до Китай и от Южен Урал до Афганистан. В Средноазиатската овчарка тече кръвта на древните тибетски молоси, овчарски кучета на различни номадски народи и бойни кучета от Месопотамия. Породата е близка до монголската овчарка и тибетския дог.

## Стандарт на породата

### Общ вид
Представителте на породата на Алабай са особено едри кучета. Според новия стандарт височината в холката на възрастните мъжки е  70–75 см, и съответно за женски е 65–70 см. Теглото на алабая е от 60 до 80 кг.
Породата представлява силни кучета, по-големи от средния размер, с голяма сила и мощ. Те са независими, любопитни и тревожни, но невъзмутими. Кучето е малко по-дълго от височината му. Козината е къса или средно дълга.опашката е умерено дълга. Най-често срещани цветове са черно или бяло, светлобежово с различни нюанси, от почти бяло до наситено червено. Някои имат черна муцуна. Главата е много солидна. Вратът е нисък, с гуша. Тялото е достатъчно широко, пропорционални мускули. Гръдният кош изглежда много дълъг, защото ребрата са добре развити. Краката са прави. Крака и кости трябва да са пропорционални, и никога да не се създаде впечатление, че костите са слаби. Задницата е широка. Типичната походка е галоп, но въпреки това може да бяга в тръс. Силата на захапката му генерира от 650psi до 710psi. 

### Характер
Средноазиатската овчарка е предпазливо куче, което първо се привързва към стопанина си и след това към вещите си. Развъждана с цел да разрешава проблеми, средноазиатската овчарка, притежава независим характер, сила, смелост и отговорност. Кучетата може да са големи, но са пъргави, понякога дори са описвани като котки в кучешка кожа. Със силния си териториален и защитен инстинкт кучетата от тази порода не са подходящи за начинаещи. Прецизни и умни, азиатките са подходящи за хора, които са лоялни и добри водачи. При тренирането кучето трябва да се третира с респект, за да се изгради силна връзка между животното и стопанина.

### Предназначение на породата
Предназначена е главно за охрана на стада (овце, кози, крави и др.)но също така и за бои с кучета. 

### Глава
Масивна, пропорционална на общото телосложение, дълбока в черепната област, по форма при поглед отгоре се приближава до правоъгълник.

### Шия
Средно дълга, масивна, закръглена в сечение, мускулеста в основата. Характерен подвис.

### Уши
Средни по размер, с триъгълна форма, висящи, ниско поставени, долният край на основата на ухото е на нивото или малко по-ниско от линията на очите. В първите дни след раждането на кученцето се купират късо. Допускат се некупирани уши, които не влияят на оценката на кучето.

### Очи
Неголеми, широко раздалечени, право поставени, умерено дълбоко стоящи, закръглени по форма. Разреза на клепачите е овален. Цветът на очите е кафяв в различни оттенъци – от тъмно кафяво до орехово. Клепачите са дебели, умерено сухи, характерно е наличие на трети клепач. Желателна е пълна пигментация на клепачите.

### Крайници
Предни крайници: При поглед отпред прави и паралелни. Лопатките са дълги, плътно прилегнали към гръдния кош, разлети назад, разстоянието между върховете на лопатките е незначително.
- Плешки: Лопатките са дълги, поставени с неголям наклон, с добре развита мускулатура. Ъгълът на раменнолопатъчната става е около 100 градуса.
- Лакти: Лактите са насочени строго назад.
- Подрамене: Подраменете са прави, масивни, дълги, кръгли в напречно сечение.
- Дължината на предните крайници до лактите е 50 – 52% от височината при холката.
- Китки: Ставите на китките са много широки и дебели.
- Метакарпуси: Метакарпусите са масивни, умерено дълги, поставени почти отвесно.
- Предни лапи: Масивни, закръглени по форма, със засводени пръсти. Възглавничките за дебели, месести, със здрава, дебела кожа.

Задни крайници: При поглед отзад широко и паралелно поставени.
- Бедра: Бедрата са широки, със силна мускулатура. Бедрените кости са поставени с незначителен наклон.
- Коленни стави: Коленете в статика са слабо забележими. Коленните стави са умерено изразени.
- Подбедра: Подбедрата са с добра мускулатура, без да са дълги.
- Скакателни стави: Скакателните стави са масивни, умерено изразени, с добра фикция. Петната кост е добре развита, дълга.
- Метатарзуси: Метатарзусите са масивни, умерено дълги, отвесно поставени. Срещат се допълнителни палци, които не влияят на оценката на кучето.
- Задни лапи: Масивни, закръглени по форма, със засводени пръсти. Възглавничките са дебели, месести, със здрава, дебела кожа.

### Гръден кош
thumb|Алабай
Гърдите са дълбоки, широки, с изпъкнали, със закръглена форма ребра, с плавно разширяващи се заради лопатките в страни лъжливи ребра, стремящи се в тази част към цилиндрична форма. Лъжливите ребра са дълги. Предната част на гърдите незначително изпъква от линията на раменнолопатъчната става. Характерно предгръдие.

### Козина
Козината е къса или средна. Най-често срещаните цветове са черно-бял или светлобежов.